# Fábio Veríssimo
Fábio Veríssimo (Leiria, 26 december 1982) is een Portugees voetbalscheidsrechter. Hij is in dienst van FIFA en UEFA sinds 2015.
Op 9 juli 2015 debuteerde Veríssimo in Europees verband tijdens een wedstrijd tussen Omonia Nicosia en Dinamo Batoemi in de voorronde van de UEFA Europa League. De wedstrijd eindigde op 2–0 en Veríssimo gaf drie spelers een gele kaart en één speler een rode kaart.
Zijn eerste interland floot hij op 15 augustus 2012, toen IJsland met 2–0 won van Faeröer door twee doelpunten van Kolbeinn Sigþórsson .

## Interlands
| Datum             | Plaats                    | Wedstrijd                           | Uitslag          | Competitie        | Kreeg geel | Kreeg voor de tweede keer geel en dus rood | Weggestuurd |
| ----------------- | ------------------------- | ----------------------------------- | ---------------- | ----------------- | ---------- | ------------------------------------------ | ----------- |
| 13 november 2017  | Lissabon, Portugal        | Bulgarije – Saoedi-Arabië           | 1 – 0            | Vriendschappelijk | 0          | 0                                          | 1           |
| 3 juni 2018       | Cova da Piedade, Portugal | Andorra – Kaapverdië                | 0 – 0 (2–4 pen.) | Vriendschappelijk | 5          | 0                                          | 0           |
| 11 september 2018 | Llagostera, Spanje        | Verenigde Arabische Emiraten – Laos | 3 – 0            | Vriendschappelijk | 1          | 0                                          | 0           |

Laatste aanpassing op 28 oktober 2018 